# Синсянь
Синся́нь (кит. упр. 兴县, пиньинь Xīng xiàn) — уезд городского округа Люйлян провинции Шаньси (КНР).

## История
При империи Северная Ци был создан уезд Вэйфэнь (蔚汾县). При империи Суй в 608 году он был переименован в Линьцюань (临泉县). В конце империи Суй из уезда Линцюань был выделен уезд Тайхэ (太和县). При империи Тан в 624 году уезд Линьцюань был переименован в Линьцзинь (临津县), а в 626 году уезд Тайхэ был присоединён к уезду Линьцзинь. В 627 году уезд Линьцзинь был переименован в Хэхэ (合河县). В 629 году из уезда Хэхэ был вновь выделен уезд Тайхэ, но в 634 году он был опять присоединён к уезду Хэхэ. В конце империи Сун уезду Хэхэ было возвращено название Вэйфэнь, но в начале империи Цзинь он опять стал называться Хэхэ, а в 1218 году уезд был поднят в статусе и стал областью Синчжоу (兴州). При империи Мин в 1369 году область была вновь понижена в статусе до уезда — так появился уезд Синсянь.
В 1949 году был создан Специальный район Синсянь (兴县专区), и уезд вошёл в его состав. В 1952 году Специальный район Синсянь был расформирован, и уезд перешёл в состав Специального района Синьсянь (忻县专区). В 1958 году уезд был передан в состав Специального района Цзиньбэй (晋北专区), но в 1961 году возвращён в состав Специального района Синьсянь. В 1967 году Специальный район Синьсянь был переименован в Округ Синьсянь (忻县地区).
В 1971 году был образован Округ Люйлян (吕梁地区), и уезд перешёл в его состав.
Постановлением Госсовета КНР от 23 октября 2003 года с 2004 года округ Люйлян был расформирован, а вместо него образован городской округ Люйлян.

## Административное деление
Уезд делится на 7 посёлков и 10 волостей.

## Экономика
Синсянь является крупным угольным центром и транспортным узлом. По итогам 2020 года железнодорожная линия Ватан (Синсянь) — порт Жичжао перевезла 73,9 млн тонн угля и других грузов, по итогам 2021 года — 92,24 млн тонн, по итогам 2022 года — 103 млн тонн.